# Olivia Olson
Olivia Rose Olson (Los Angeles, 21 maggio 1992) è un'attrice, doppiatrice e cantautrice statunitense.
È nota come attrice ed ha iniziato ad appena 11 anni con il film Love Actually - L'amore davvero.
È anche una cantautrice nel campo sperimentale e acustica e suona vari strumenti: basso, piano e chitarra.

## Filmografia

### Cinema
- Love Actually - L'amore davvero, regia di Richard Curtis (2003)
- Phineas e Ferb: Il film - Nella seconda dimensione, regia di Dan Povenmire (2011) - voce

### Televisione
- Zoey 101 - serie TV, episodio 2x06 (2006)
- Phineas e Ferb - serie TV, 222 episodi (2007-2015) - voce
- Adventure Time - serie TV, 261 episodi (2010-2018) - voce
- Steven Universe - serie TV, 1 episodio (2015) - voce

## Doppiatrici italiane
- Laura Amadei in Phineas e Ferb
- Alessandra Chiari (Marceline adulta), Giulia Tarquini (Marceline bambina) e Vanda Rapisardi (Marceline parti cantate) in Adventure Time
- Rossella "Roshelle" Discolo in The Powerpuff Girls